# Matěj Kyndl
Matěj Kyndl (* 25. ledna 1993) je český fotbalový střední záložník, který od 15. července 2022 působí v německém klubu Union Sandersdorf hrající pátou ligu, a bývalý reprezentant české U21. Svou kariéru začínal v Čechách, kde na vrcholu své kariéry působil v klubu FC Viktoria Plzeň, odkud se dostal na hostování do klubu FK Bohemians Praha.

## Klubová kariéra

### FC Viktoria Plzeň
Na jaře 2013 byl zařazen do A-mužstva FC Viktoria Plzeň. 23. března 2013 v dohrávánem 4. kole Poháru České pošty dostal příležitost v základní sestavě v zápase proti Hradci Králové, který skončil vítězstvím Viktorie 1:0. Plzeň postoupila po tomto výsledku a dřívější porážce 1:2 venku do dalšího kola.

### FK Bohemians Praha (hostování)
Před sezonou 2013/2014 odešel na hostování do FK Bohemians Praha (Střížkov). V zimní ligové přestávce 2013/14 se vrátil zpět do Plzně.

### Další působení
Dne 1. 6. 2016 opustil prvoligovou fotbalovou scénu, když přestoupil z Plzně do týmu TJ Jiskra Domažlice. Následně třikrát bezplatně přestoupil, a to do týmů FK Tachov a německých SpVgg Bayern Hof a Union Sandersdorf.